# Многопятнистый клювоносый уж
Многопятнистый клювоносый уж (лат. Dipsina multimaculata) — вид змей семейства Psammophiidae. Эндемик Южной Африки.

## Внешний вид
Небольшая змея с длиной тела без хвоста 30—32 см, в редких случаях достигает 50 см. Тело покрыто гладкими чешуями. Голова короткая, клювовидная. Глаза крупные. Рисунок достаточно изменчив, но обычно состоит из серии пятен пастельных тонов вдоль позвоночника и нескольких рядов нерегулярных тёмных пятен на светло-коричневом или оранжевом фоне. На шее имеется тёмная V-образная отметина.

## Распространение
Обитает в Намибии, на юго-западе Ботсваны и западе Южно-африканской республики. Возможно встречается на юге Анголы.

## Образ жизни
Населяет сухие биотопы с песчаным или каменистым субстратом, такие как русла высохших рек, скалистые склоны, сухие саванны и пустыни. Ведёт скрытный образ жизни. Охотится на мелких ящериц из засады, прячась под невысокими кустарниками. Сам клювоносый уж может стать добычей птиц, сурикатов, других змей, варанов и даже крупных беспозвоночных. В случае опасности змея пытается мимикрировать под мелких африканских гадюк, принимая позу удобную для броска и шипя. Вместе с тем, человеку она навредить неспособна, так как ядовитые зубы располагаются в глубине рта, и из-за мелких размеров клювоносый уж не может «дотянуться» ими до кусаемой части тела. Яйцекладущий вид. Самки откладывают 2—4 яиц.